# Bahnstrecke Vinternäset/Storbro hytta–Filipstad
| Spurweite: | 692 mm (Schmalspur) |                |                |
| |                     |                |                |
| \| \| 0,0 \| Vinternäset \| Vinternäset \| \| \| 0,0 \| Storbro hytta \| Storbro hytta \| \| \| \| \| \| \| \| \| Filipstad hamn \| \| \| \| \| \| \| \| Quellen: [1] \| \| \| \| |                     |                |                |
| Betriebs-/Güterbahnhof Streckenanfang (Strecke außer Betrieb) | 0,0                 | Vinternäset    | Vinternäset    |
| Betriebs-/Güterbahnhof Streckenanfang (Strecke außer Betrieb) · Strecke (außer Betrieb)                                                                                           | 0,0                 | Storbro hytta  | Storbro hytta  |
| Strecke nach links (außer Betrieb) · Abzweig geradeaus und von rechts (Strecke außer Betrieb)                                                                                     |                     |                |                |
| Betriebs-/Güterbahnhof Streckenende (Strecke außer Betrieb) |                     | Filipstad hamn | Filipstad hamn |
| |                     |                |                |
| Quellen: |                     |                |                |

Im schwedischen Värmland wurden in der ersten Hälfte des 19. Jahrhunderts viele kleinere Eisenbahnen in verschiedenen Spurweiten gebaut, um den Transport von Eisen und Erz zu erleichtern. Im Bergbaugebiet von Filipstad wurde ein ganzes System solcher Kleinbahnen errichtet, um die Eisenwerke mit dem Hafen in Kristinehamn zu verbinden.
In der Spurweite 692 mm wurden die Bahnstrecken Vinternäset–Filipstad und Storbro hytta–Filipstad erbaut.

## Yngs-Daglöse Järnväg
Zu dieser Zeit wurden Lösungen gesucht, um den Transport mit von Pferden gezogenen Eisenbahnwagen zu erleichtern. Dazu verwendete man das natürliche Gefälle von Berghängen. So wurde für die Yngs-Daglöse Järnväg der Berghang Aborrbergets krön genutzt, um für die Wagen mit einem gegenseitigen Seilzug über den Hang zu bringen.
Der Bau der Yngs-Daglöse järnväg, die Vinternäset am See Yngen und den See Daglösen in der Spurweite 692 mm verband, erfolgte 1853 durch Claes Adolf Adelsköld. Während dieser Zeit lebte er in einem Krankenzimmer im Krankenhaus von Filipstad. Die Eröffnung der Strecke erfolgt im September 1853.
Dabei wurde eine zweigleisige Strecke errichtet, bei der abwärts laufende, voll beladene Wagen jeweils leere Wagen nach oben zog. In der Ebene wurde diese Wagen über den Kärleksvägen zum Hafen in Filipstad mit Pferden bespannt.
Die Strecke war in dieser Weise bis 1878 in Betrieb. Bereits vorher hatte die Östra Värmlands järnvägsaktiebolag die Strecke gekauft, die sie in die neu erbaute Strecke Persbergs gruva–Kristinehamn integrierte.

## Filipstads Järnväg
Die Filipstads Järnväg führt von der Storbro hytta zum Hafen nach Filipstad und folgte dabei der heutigen Malmgatan. Die ebenfalls 1853 in der Spurweite 692 mm eröffnete Strecke wurde im gleichen Jahr von der Yngs-Daglöse Järnväg übernommen.